# Visignano
Visignano (in croato Višnjan; in veneto Visignan) è un comune croato di 2 266 abitanti, situato nell'Istria occidentale, non lontano da Parenzo. È sede dell'osservatorio di Visignano dal 1977.

## Geografia fisica
Visignano è situato a 12 km ad est di Parenzo e a 3 km ad ovest della strada di Pola-Capodistria.
Attualmente, con la nuova strada denominata Ipsilon, Visignano è diventato l'uscita principale per Parenzo e Torre.
A Visignano c'è una delle più grandi foibe d'Istria.
La popolazione italiana, ivi residente fino alla fine dell'ultima guerra, per la gran parte ha scelto la via dell'esilio, facendo diminuire notevolmente il numero di abitanti.

## Storia

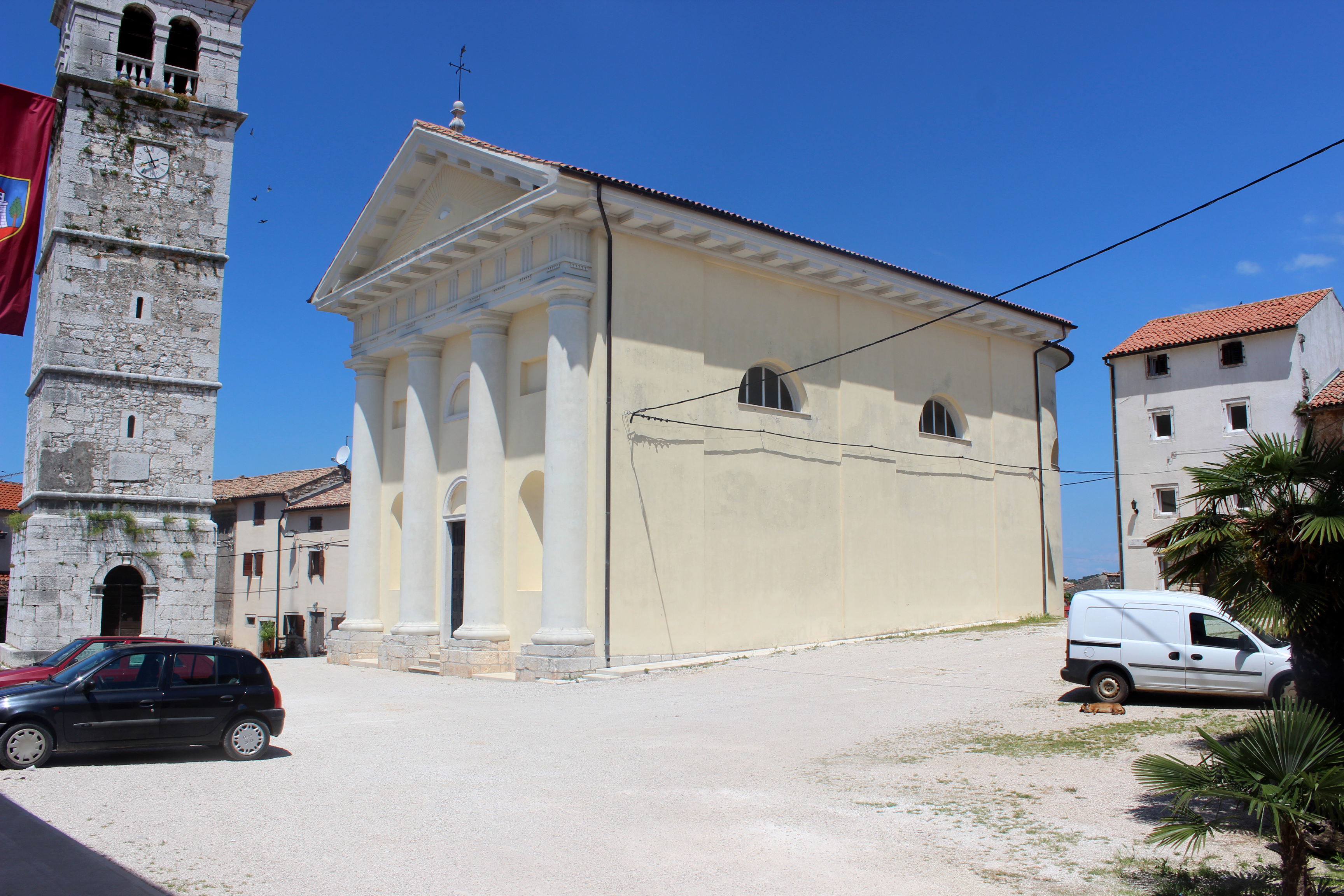
Chiesa dei Santi Quirico e Giulitta

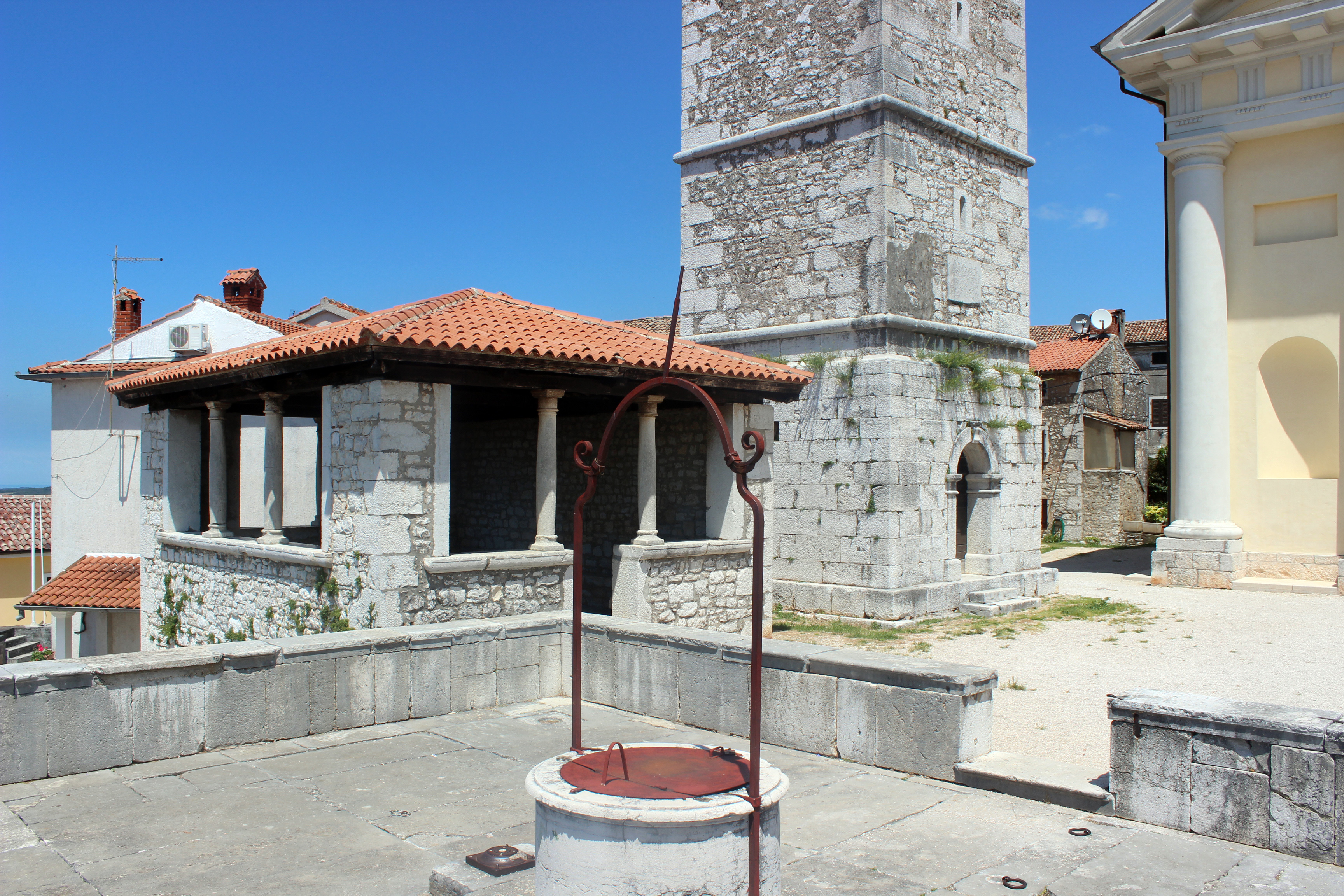
Cisterna, belvedere e loggia veneziana

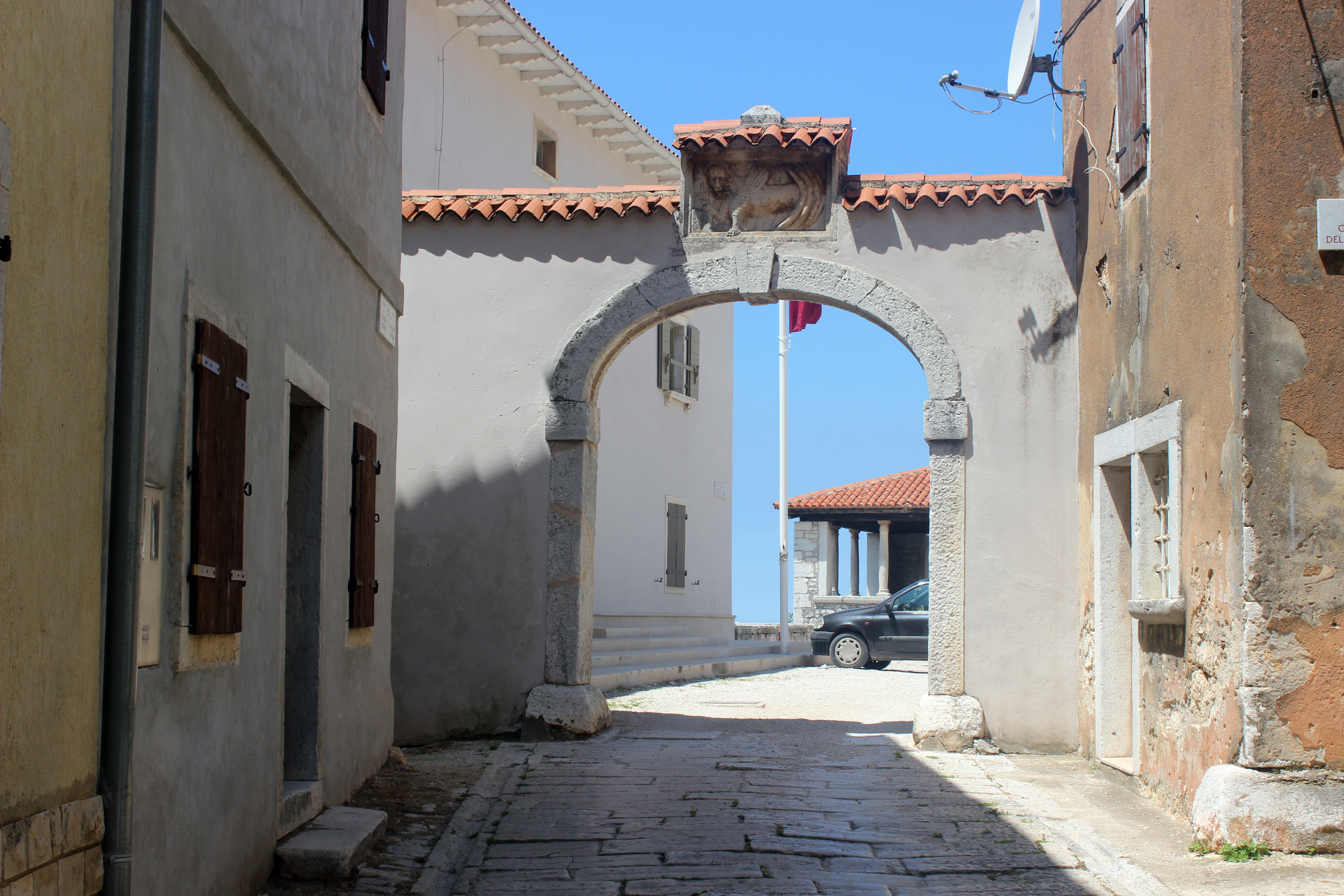
Arco con Leone di San Marco

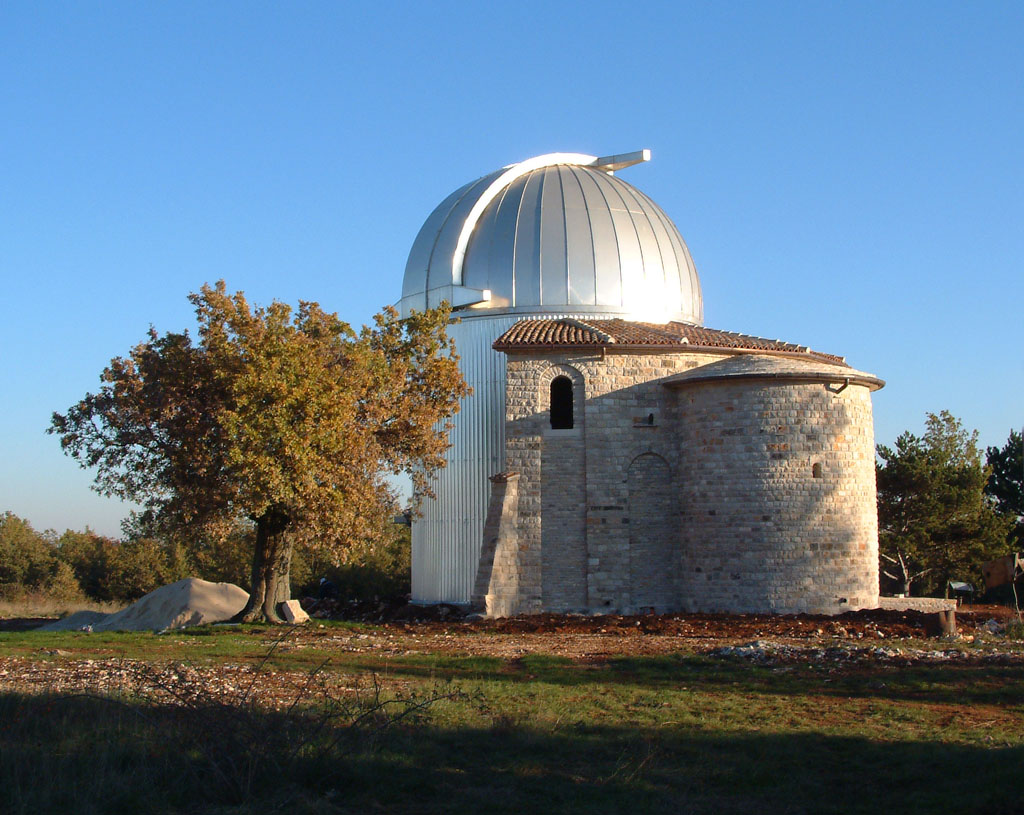
L’osservatorio

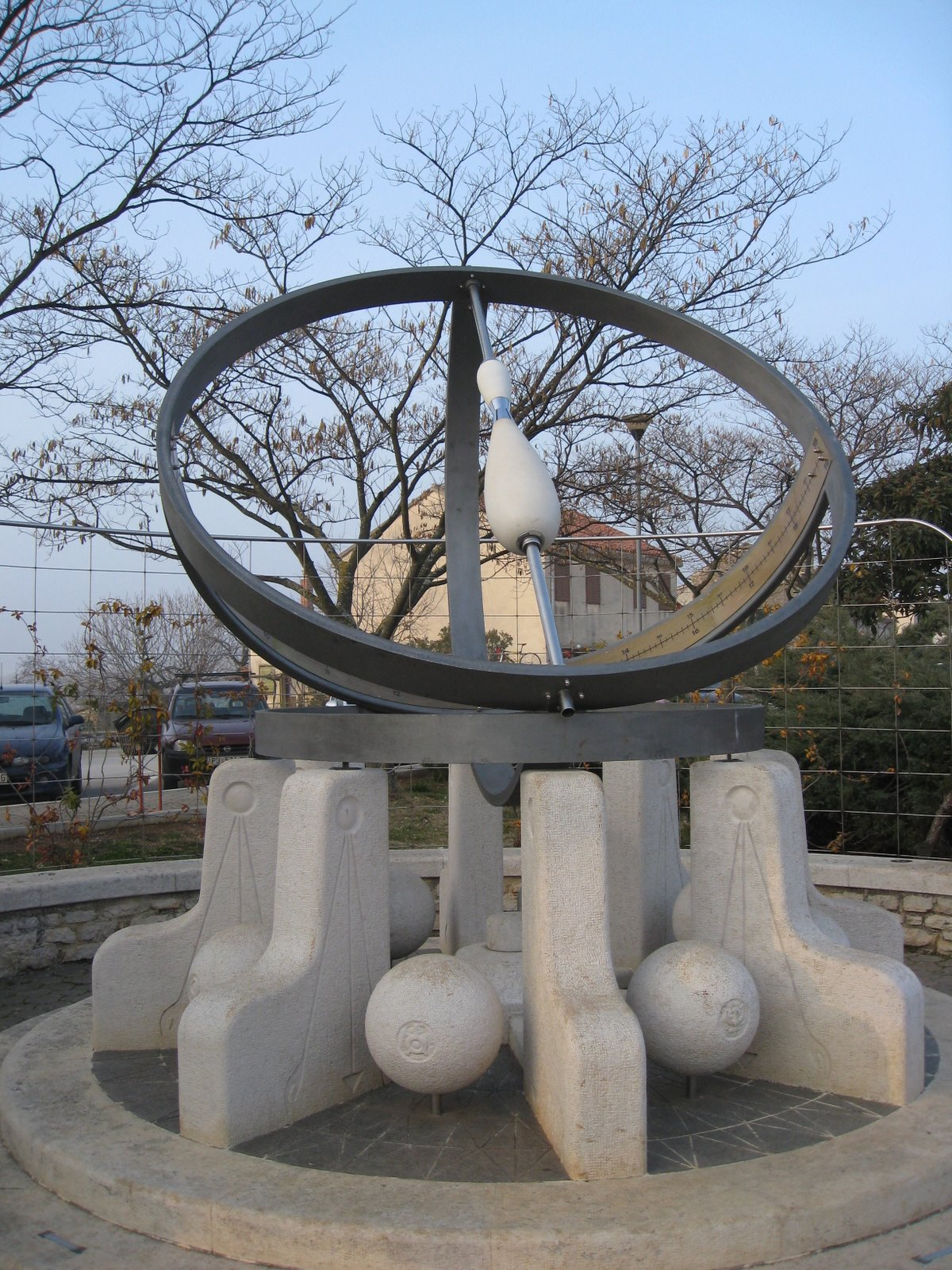
La meridiana

Le origini di Visignano risalgono alla preistoria; i reperti archeologici testimoniano che nella parte collinare era insediato un castelliere. Conquistata dai Romani nel II secolo a.C., l'area fu assegnata ai veterani, che fondarono una colonia agricola collegata all'agro di Parenzo. Il centro del paese fu chiamato Visignanum, Vicinius e Guissignanus: i vari toponimi indicano il rapporto di vicinanza con il fondo di Parenzo, municipio (poi elevato a colonia) cui Visignano fu soggetta nel periodo romano e bizantino.
Era feudo monastico dell'antica abbazia benedettina di San Michele Sottoterra di Diliano (o Digliano o Diglano o Diliana o Doliano), posta nella zona di Colombera. Il curioso appellativo Sottoterra è dovuto all'insolita costruzione della chiesa monasteriale primitiva, il cui santuario con l'altare si trovava nella cripta sotterrata al di sotto del suolo (come a Castelmonte) e ritenuta erede di un oratorio paleocristiano. La prima fondazione monastica, come la sua storia, è incerta. 
La prima testimonianza documentale è data da un diploma imperiale dell'11 novembre dell'853, redatto nell'abbazia di San Martino della Beligna di Aquileia, che ne cita l'esistenza e che riporta che nell'840 Telmo (o Selmo o Felmo) ne divenne il primo abate eletto dai suoi monaci. Fin da subito Giuliano, vescovo di Parenzo, ne pretese la soggezione, ma l'imperatore Ludovico II, correggente del padre Lotario I, concesse la sua protezione imperiale, l'autonomia dal vescovo e la libera elezione dell'abate da parte dei monaci; inoltre concesse al monastero di avere due avvocati che ne esercitassero la tutela, sia amministrativa che giudiziaria. Il feudo era un vasto territorio, compreso fra i territori di Parenzo e Montona, che da Visignano attraverso la vasta campagna di Colombera andava a Santa Domenica fino alla Madonna dei Campi e a Visinada e Torre di Parenzo. Nel 1202 all'abbazia è donato il territorio del monastero di San Dionisio di Montona. I monaci benedettini rimasero fino al 1529; dopodiché subentrò il clero secolare fino al 1829, quando l'abbazia venne incorporata alla pieve di San Giovanni Battista di Santa Domenica, che conserva i resti delle antiche architetture ecclesiali monastiche. Oggi quel che rimane del monastero è un rudere ricoperto di vegetazione fra i boschi.
Nel 1060 l'imperatore Enrico IV concede al vescovo Adelmano di Parenzo la giurisdizione dell'abbazia di San Michele Sottoterra e da questa data il monastero perderà la sua indipendenza, pur conservando ampia autonomia, ed il feudo monastico entrerà nei possedimenti ecclesiastici della Diocesi di Parenzo.
Dopo il 1077 il vescovo di Parenzo donò Visignano e Visinada a Enrico di Eppenstein, marchese d'Istria.
Risale al 1203 il primo richiamo di Visignano nelle fonti scritte; il paese è inserito nell'atto di ricognizione dei confini delle cosiddette “terre di S. Mauro”, nome che identificava il territorio di Parenzo, dal nome del vescovo San Mauro di Parenzo (V secolo); l'atto di ricognizione era stato disposto dal Patriarca di Aquileia Volchero, marchese d'Istria.
Allo stesso periodo risale il passaggio di Visignano dal territorio di Parenzo a quello di Montona; nei secoli successivi fu così amministrato da nobili di Montona. La chiesa di Visignano fu sottoposta alla giurisdizione ecclesiastica della chiesa di Montona, ma restava la sua sottoposizione alla Diocesi di Parenzo. Nel 1261 il vescovo Ottone di Parenzo investe l'abate Borgogna del monastero di San Michele Sottoterra del monastero e della chiesa di San Dionisio presso Montona, con tutte le sue dipendenze.
Montona, con Visignano, appartenne dal 1278 al 1797 alla Repubblica di Venezia. Risalgono al periodo veneziano numerose opere architettoniche del paese.
Nel corso del tempo sorsero numerosi conflitti fra le amministrazioni per la determinazione dei confini. Nel 1297 Natichero, abate di San Michele Sottoterra, giudice delegato da Papa Bonifacio VIII, dichiara contumace e decaduto dal suo feudo Almerico di Montona, signore di Visignano e vassallo del vescovo di Parenzo. Il 2 giugno 1304 il patriarca di Aquileia Raimondo della Torre cita il vescovo di Parenzo Bonifacio a giustificare la ingiusta privazione dell'abbazia di San Michele Sottoterra da lui pronunziata contro Fra Rizzardo, che rimane al suo posto. Il 12 giugno, sempre del 1304, il popolo si oppone all'elezione del Conte di Gorizia, proposta dal Doge di Venezia, quale avvocato dell'abbazia di San Michele Sottoterra; Fra Rizzardo è ancora abate del monastero di San Michele. Il 29 giugno il patriarca di Aquileia Raimondo cita a comparire Varnero (o Valtero), l'intruso abate del Monastero di San Michele nominato dal vescovo Bonifacio in sostituzione del precedente ancora in carica, violando l'antica e ferrea disposizione imperiale della nomina monastica.
Nel 1320 si ebbe una soluzione con un incontro tra il Capitano del Pasenatico di S. Lorenzo e i podestà di Parenzo e di Cittanova. Nel 1376, a causa dei conflitti di confine tra i Parenzo e Montona, Visignano fu teatro di violenze. Nel 1475 si addivenne ad un accordo, il cui testo fu affisso nella Chiesa di S. Quirico a Visignano.
Il territorio fu abitato da popolazioni provenienti dalla Venezia Giulia e, tra il XVI e il XVII, secolo giunsero famiglie contadine provenienti dalla Dalmazia e da altre zone in fuga dalle conquiste ottomane.
Alla caduta della Repubblica di Venezia, nel 1797, Visignano passò sotto la dominazione austriaca e poi della Francia napoleonica (1806 – 1814), all'interno delle Province illiriche; in questo periodo il territorio di Visignano fu staccato da Montona ed aggregato al comune di Visinada. Col Congresso di Vienna Visignano, con l'Istria, tornò sotto l'Austria.
In questo periodo Visignano divenne un comune autonomo (1849), cui furono aggregati i comuni di Montelino/S. Vitale (1851), Mondellebotte e San Giovanni della Cisterna (1864). Il Comune rientrava nel distretto giudiziario di Montona e nel distretto politico di Parenzo.
Nel 1895 sorse nel paese una società di mutuo soccorso.
Al termine della prima guerra mondiale, dopo il trattato di Rapallo, il paese passò al Regno d'Italia. Con decreto ministeriale 28 novembre 1924 il suo nome fu mutato in Visignano d'Istria.
Al termine della seconda guerra mondiale passò alla Croazia nella federazione jugoslava. Come in diverse altre località dell'Istria, molti abitanti lasciarono il paese a causa dell'esodo istriano. 
Nel 1991 Visignano divenne parte della Croazia indipendente.

## Società

### La presenza autoctona di italiani
È presente una comunità di italiani autoctoni che rappresentano una minoranza residuale di quelle popolazioni italofone che abitarono per secoli la penisola dell'Istria e le coste e le isole del Quarnaro e della Dalmazia, territori che appartennero alla Repubblica di Venezia. La presenza degli italiani a Visignano è drasticamente diminuita in seguito all'esodo giuliano dalmata, che avvenne dopo la seconda guerra mondiale e che fu anche cagionato dai "massacri delle foibe".
Secondo il censimento del 1880, Visignano era un comune a maggioranza italiana (oltre il 60% della popolazione era italiana). Il comune è bilingue, croato e italiano. Come in molti altri comuni dell'interno dell'Istria la popolazione di Visignano da diversi anni tende a spostarsi sulla costa. Nonostante l'esodo di gran parte della popolazione autoctona di lingua italiana, durante e dopo la seconda guerra mondiale, è presente nel comune una comunità italiana, pari al 5,98% della popolazione (censimento del 2011) che costituiscono la locale Comunità degli Italiani di Visignano "Dott. Silvio Fortuna". Il sodalizio aderisce all'Unione Italiana.

### Lingue e dialetti
| %      | Ripartizione linguistica (gruppi principali) |
| ------ | -------------------------------------------- |
| 89,44% | madrelingua croata                           |
| 8,78%  | madrelingua italiana                         |

| %      | Ripartizione linguistica (gruppi principali) |
| ------ | -------------------------------------------- |
| 91,73% | madrelingua croata                           |
| 5,98%  | madrelingua italiana                         |

## Monumenti e luoghi d'interesse
- Cimitero, ai margini di un bosco di pini marittimi e di un querceto. Ha un'entrata monumentale; al centro, chiesa di S. Maria Maddalena, in pietra calcarea, con campanile a vela; a pianta rettangolare, ha abside esagonale con finestrelle gotiche, oggi chiuse; all'entrata, lapide tombale che reca la data del 1597. Nel cimitero, tomba con trifora gotica della famiglia Zelco.[6]
- Piazza della Libertà (Trg Slobode), ex piazza Dante, con ippocastani; monumento a Jože Šuran.
- Chiesetta gotica di S. Antonio Abate (XIII-XIV sec.). Basso portale ad arco acuto, con due piccole finestre ai lati. In alto, in luogo del rosone, foratura a forma di croce; il pavimento è in pietra; acquasantiera ricavata da un davanzale in calcare. Interno a volta, interamente affrescato: scene di Cristo incoronato di spine e vita di s. Antonio, opera di un artista ignoto. L'altare è barocco.[6] Sopra l'altare, S. Antonio che protegge i fedeli, affiancato da S. Veronica e S. Elena, opera di Domenico Pozzoni (1550), proveniente da Udine e dimorante a Dignano.[12] Sulle pareti vi sono scritte in alfabeto glagolitico.[6]
- Il paese ha avuto mura di cinta fino al 1750; alla parte più antica (ex fortezza) si accede da via Silvio Fortuna (ex via San Marco), con a fianco case barocche; un tempo v'era la Porta Grande (o Porta vecchia); resta l'arco con Leone di S. Marco, edificato nel 1617 e più volte ricostruito.[6]
- ex piazza S. Marco, chiamato anche Olimpo, con Belvedere.
- Chiesa parrocchiale dei Santi Quirico e Giulitta, edificata (1830-1834) sulla precedente del 1560. La facciata è neoclassica, con “l'occhio di Dio” nel tamburo. All'interno, olii su tela del XVI-XVII secolo, tra cui quelli raffiguranti i Santi Pietro, Paolo e Girolamo (attribuiti originariamente alla scuola di Paolo Veronese e più di recente a Giovanni Contarini), Madonna del Rosario (di Giorgio Ventura) e Madonna con il Bambino e i Santi Antonio abate, Quirico, Giulitta ed Elena (di Marco Vecellio, nipote di Tiziano).[13]. Il soffitto è decorato con il martirio di S. Giulitta. Nel tesoro della chiesa, pianeta e borsa per corporale a trapunto di seta (XVIII secolo).[14]
- Campanile (1753), staccato dalla chiesa, è in stile veneziano ed è alto 27 metri[12]
- Loggia veneta o veneziana (XVII secolo), restaurata nel 1753; è aperta su tre lati, con tetto sorretto da pilastri e da sette colonne rotonde;[12]; nella Loggia si tenevano le assemblee pubbliche e lì il banditore leggeva le disposizioni comunali dopo la celebrazione della Messa.[6]
- Cisterna comunale (1842), in calcare bianco, della capacità di 700 metri cubi.[6]
- La chiesa di S. Rocco originaria, in stile gotico, fu demolita per la viabilità; è stata spostata e ricostruita nel sito delle Saline nel 1923.[6]
- Meridiana, nei giardini pubblici (dedicati ad Antun Korlević), con basamento in pietra opera di Marijana Paić[15]

## Località

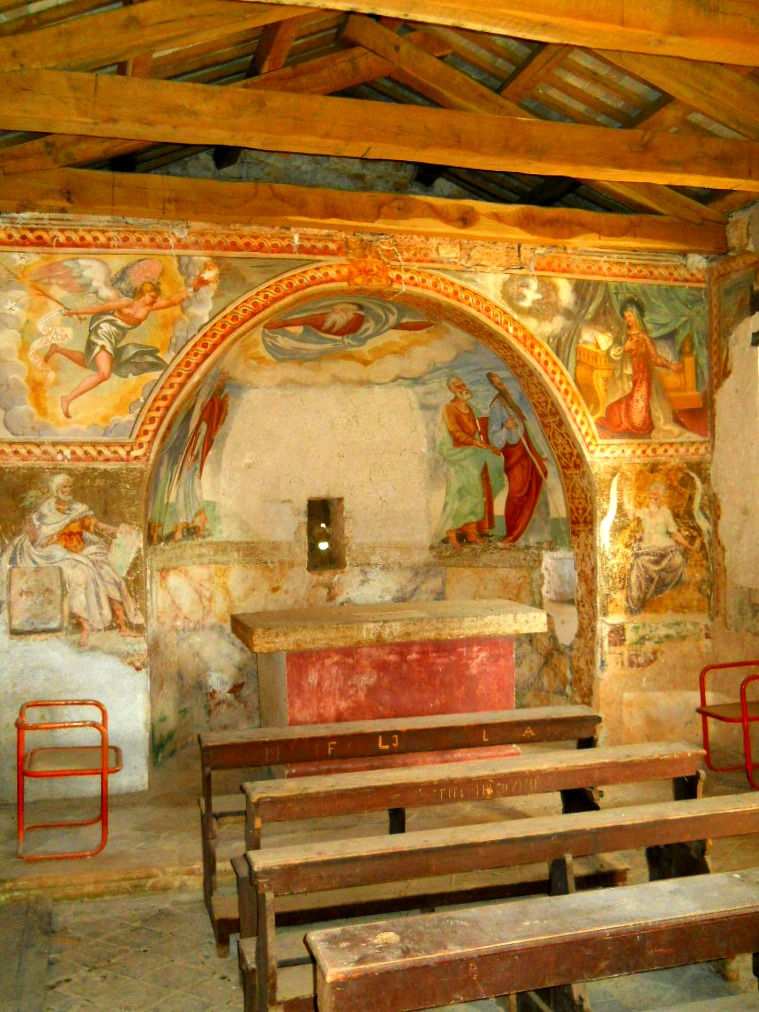
Mondellebotte (Bačva): chiesa di San Giacomo (XII secolo)

Il comune di Visignano è diviso in 46 insediamenti (naselja):
| - Ansicci (Anžići) - Argentina (Srebrnići) - Baratto (Barat) - Barici (Barići) - Benzani (Benčani) - Brosquari (Broskvari) - Bueri (Bujarići) - Cerion (Cerion) - Civitani (Cvitani) - Colombera (Kolumbera) - Corazza (Vejaki) - Corlevi (Korlevići) - Cossutti (Košutići) - Curiavici (Kurjavići) - Declevi (Deklevi) | - Decli (Diklići) - Fabaz (Fabci) - Farini (Farini) - Gambetti (Gambetići) - Gracchi (Bucalovići) - Legovi (Legovići) - Maicussi (Majkusi) - Milanesi (Milanezi) - Milessi (Kočići) - Mondellebotte (Bačva) - Prazzari (Prašćari) - Percati (Prhati) - Persurici (Pršurići) - Radossi di Visignano (Radoši kod Višnjana) - Radovani (Radovani) - Raffaelli (Rafaeli) | - Rappavel (Rapavel) - Sinosi (Sinožići) - Smolizzi (Smolići) - Sterpazzi (Strpačići) - San Giovanni (Sveti Ivan) - San Marco (Markovac) - Senandraghi (Ženodraga)* - Stuti (Štuti) - Vascotti (Baškoti) - Verchiani (Vrhjani) - Visignano o Visignano d'Istria (Višnjan), sede comunale - Vrani di Visignano (Vranići kod Višnjana) - Zicori (Žikovići) - Zori (Zoričići) - Zusi (Žužići) |

## Clima
| Visignano           | Mesi | Mesi | Mesi | Mesi | Mesi | Mesi | Mesi | Mesi | Mesi | Mesi | Mesi | Mesi | Stagioni | Stagioni | Stagioni | Stagioni | Anno  |
| Visignano           | Gen  | Feb  | Mar  | Apr  | Mag  | Giu  | Lug  | Ago  | Set  | Ott  | Nov  | Dic  | Inv      | Pri      | Est      | Aut      | Anno  |
| ------------------- | ---- | ---- | ---- | ---- | ---- | ---- | ---- | ---- | ---- | ---- | ---- | ---- | -------- | -------- | -------- | -------- | ----- |
| T. max. media (°C)  | 6,8  | 8,0  | 11,1 | 15,1 | 19,6 | 23,3 | 26,2 | 25,8 | 22,2 | 17,5 | 12,0 | 8,6  | 7,8      | 15,3     | 25,1     | 17,2     | 16,3  |
| T. min. media (°C)  | 2,4  | 2,7  | 4,9  | 8,1  | 12,3 | 15,9 | 18,6 | 18,4 | 15,4 | 11,5 | 6,7  | 3,9  | 3,0      | 8,4      | 17,6     | 11,2     | 10,1  |
| Precipitazioni (mm) | 80   | 72   | 75   | 89   | 81   | 85   | 69   | 90   | 110  | 103  | 123  | 94   | 246      | 245      | 244      | 336      | 1 071 |

## Economia
Gran parte dell'economia è basata sull'agricoltura (olio e vino).
Visignano è anche conosciuta per essere uno degli ultimi luoghi dove viene allevato ancora il Boscarin, un bovino autoctono dell'Istria. Gran parte della popolazione lavora sulla costa.

## Cultura
È sede dell'Osservatorio di Visignano, con un'intensa attività scientifica.
Sede della “Comunità degli Italiani” dal 1947 al 1953, anno in cui fu soppressa dalle autorità jugoslave nell'ambito dei programmi di slavizzazione. Con l'indipendenza della Croazia la Comunità è stata riaperta nel 1992; la nuova sede è stata inaugurata nel 2013. Dal 1953 esiste una Comunità di Visignano d'Istria in esilio.

## Istruzione
- Scuola materna “Radost”
- Scuola elementare Jože Šurana[21]
- Collegio privato Manero[22]
- Summer School of Science[23]
- Visnjan School of Astronomy[24]